# Gabrielle Meyer
Pour les articles homonymes, voir Meyer.
Gabrielle Meyer épouse Morère (née le 10 mai 1947 à Toulouse et morte 18 novembre 2018 à Lévignac) est une athlète française, spécialiste des épreuves de sprint.

## Palmarès
- 19  sélections en Équipe de France A

| Date | Compétition           | Lieu    | Résultat | Épreuve          | Performance |
| ---- | --------------------- | ------- | -------- | ---------------- | ----------- |
| 1967 | Universiade d'été     | Tokyo   | 2e       | 100 m            | 11 s 7      |
| 1967 | Universiade d'été     | Tokyo   | 1re      | 200 m            | 23 s 8      |
| 1968 | Jeux olympiques       | Mexico  | 8e       | Relais 4 × 100 m | 44 s 2      |
| 1969 | Championnats d'Europe | Athènes | 5e       | 200 m            | 23 s 7      |
| 1969 | Championnats d'Europe | Athènes | 4e       | Relais 4 × 100 m | 44 s 6      |

Championnats de France Élite :
- Vainqueur du 100 m en 1965, 1966 et 1967
- Vainqueur du 200 m en 1965 et 1966

## Records
| Épreuve | Performance | Lieu | Date |
| ------- | ----------- | ---- | ---- |
| 100 m   | 11 s 55     |      | 1967 |
| 200 m   | 23 s 66     |      | 1967 |

- En octobre 1967, à Mexico, elle égale le record de France du 200 mètres de Catherine Capdevielle, en 23 s 7.